# Urdensee
Der Urdensee ist ein Bergsee oberhalb Tschiertschen in der Schweiz.

## Lage und Beschreibung
Der Urdensee liegt auf 2249 m in einem Seitental des mittleren Schanfigg zwischen den Gemeinden Arosa und Vaz/Obervaz auf dem Alpgebiet Urder Augstberg, umrahmt von Plattenhorn, Hörnli, Hörnligrat, Tschirpen, Parpaner Weisshorn und Parpaner Schwarzhorn. Das Ufer des Sees ist auf allen Seiten von Alpweiden umfasst, so dass sich keine Sumpfvegetation bilden konnte. Das auf Schieferfelsen und schwarzgrünem Serpentin ruhende, kalte Seewasser ist äusserst klar und schimmert bei Sonnenschein türkisblau. Der See entstand ähnlich wie der Älplisee durch Stauung am natürlichen Riegel einer Seitenmoräne. Er verfügt im westlichen Teil über eine markante Untiefe von unbekanntem Ausmass. Die Eisbedeckung beträgt bis gegen acht Monate im Jahr. Das Gebiet Urden wurde erstmals 1451 als Gut "Alp Urdan" erwähnt. 1564 nannte man es bereits "Urdenalp". Der Begriff leitet sich wohl vom rätoromanischen "uorden" (Ordnung) ab.

## Touristische Nutzung

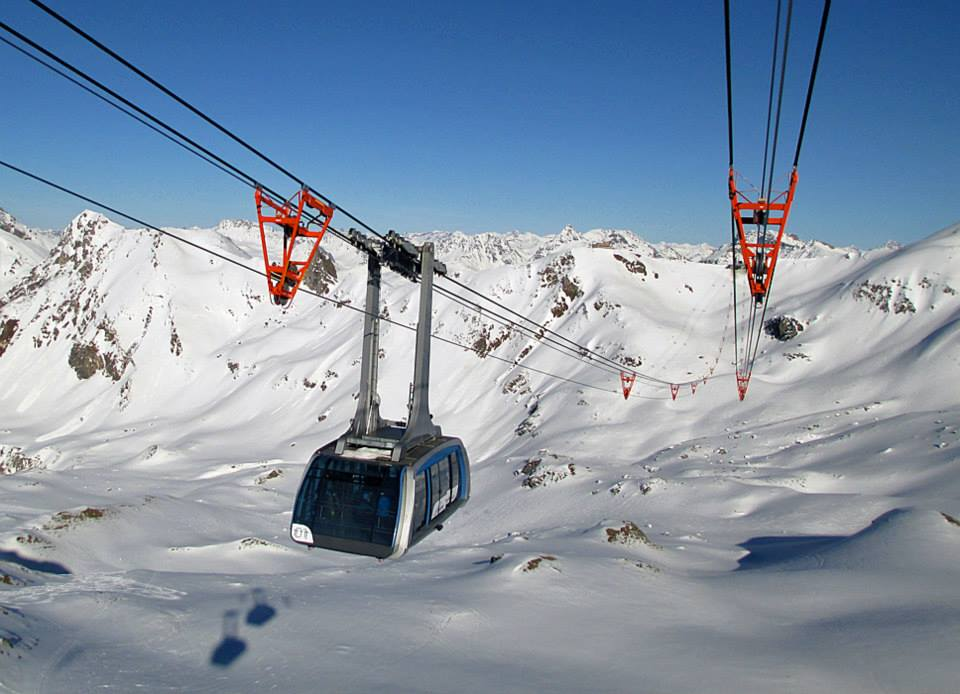
Die neue Pendelbahn über das Urdental. Sie verbindet die Skigebiete von Lenzerheide und Arosa.

Der Urder Augstberg ist noch heute Alpgebiet der Schanfigger Ortschaften Calfreisen, Castiel und Lüen. Es führen Bergwanderwege von Tschiertschen, der Hörnlihütte und vom Urdenfürggli aus zum See. Am meisten Besuch erhält er aufgrund des nahegelegenen Hörnli Express von Wanderern und Mountainbikern aus Arosa. Im Winter ist das Gebiet den Variantenfahrern vorbehalten.
Die ursprünglich geplante Erschliessung des Urder Augstbergs mit zwei Sesselbahnen im Rahmen der Skigebietsverbindung Arosa Lenzerheide musste aufgrund von Widerstand aus Naturschutzkreisen aufgegeben werden. Das Urdental wird nun mit der stützenlosen Urdenbahn direkt vom Hörnligrat zum Urdenfürggli überquert. Die Eröffnung der Verbindung erfolgte am 18. Januar 2014. Im ganzen Gebiet Urden herrscht totaler Pflanzenschutz.

## Die Sage vom Urdensee

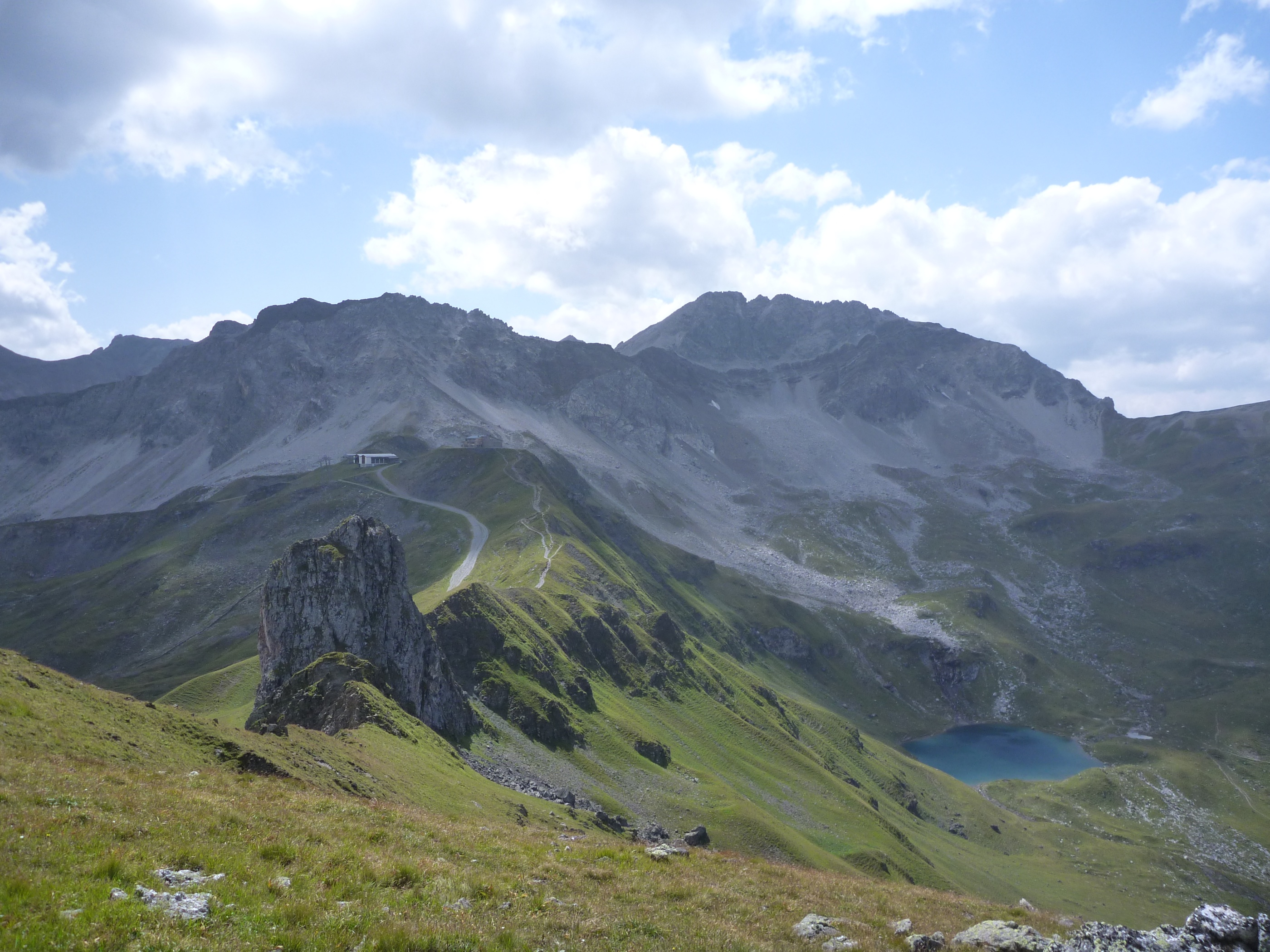
Das Sagengebiet Urdensee mit Hörnli, Hörnligrat, Tschirpen und Parpaner Weisshorn (von links)

Ähnlich wie die Gebiete beim Schwellisee, Schwarzsee und Hauensee ist auch der Urdensee traditionell sagenumwoben. In früheren Zeiten sprachen ihm die Aroser Walser seltsame Eigenschaften zu. Sie hielten ihn für unergründlich und sagten, sein Wasser wirble und bilde ein Trichterloch, zudem brülle er "bei Wetters Änderung". Der Überlieferung nach führten deutliche Spuren einer Wagenstrasse über den See. Über diese Strasse hatten die reichen Herren von Plurs ihre Erze, die sie in der Nähe gewannen, zur Eisenschmelze in der Aroser Isel geführt. Die Steinwüste am See war einst eine blühende Alp. Der Senn am Urder Augstberg aber reichte den vorbeiziehenden Wanderern vergiftete Milch und beraubte sie dann. Schliesslich brachte der geldgierige Mann auch seine eigene Mutter ums Leben, um an ihr Erbe zu gelangen. Daraufhin wurde die Alp urplötzlich samt Senn und Kühen mit Getöse vom Erdboden verschluckt und vom neu entstandenen Urdensee bedeckt. Der Senn treibt bis heute sein spukhaftes Unwesen am See und wurde des Öftern von Alpknechten in Begleitung eines roten Kühleins gesehen. Dies ist der Grund, weshalb der das obere Ende des Steilhanges gegen Inner Urden markierende Felsblock heute Geisterstein und der Abhang selbst Geisterhang genannt wird.
Die Sage existiert in diversen, teils recht unterschiedlichen Variationen. Sie diente dem Streichorchester «Orchestrina Chur» als Inspiration für eine im Februar 2017 in Arosa, Chur und Scuol aufgeführte «Fantasie für Vibrafon und Streichorchester».